# Alan D. Taylor
Alan D. Taylor (* 27. Oktober 1947 in Melrose, Massachusetts) ist ein US-amerikanischer Mathematiker, der bekannt für seine Beiträge zur Theorie fairer Teilung ist und mit Steven Brams die Scheidungsformel fand.
Taylor studierte an der University of Maine in Orono mit dem Bachelor-Abschluss 1969 und wurde 1975 am Dartmouth College bei James Baumgartner promoviert (Some results in partition theory). Danach war er Instructor an der University of Maine und ab 1975 Assistant Professor, 1979 Associate Professor und 1983 Professor am Union College in Schenectady in New Jersey. Er war dort Mary Louise Bailey Professor für Mathematik.
Er befasst sich mit Mengenlehre, Spieltheorie, mathematischen Sozial- und Politikwissenschaften. Da er 1992 mit Paul Erdős publizierte, hat er die Erdős-Zahl 1.
Die mit Brams gefundene Scheidungsformel ließen sich beide 1999 patentieren.

## Schriften
- Mathematics and Politics: Strategy, Voting, Power, and Proof, Springer-Verlag, 1995
- mit Steven J. Brams: An Envy-Free Cake Division Protocol, American Mathematical Monthly, Band 102, 1995, S. 9–19
- mit Steven J. Brams:  Fair Division – From cake-cutting to dispute resolution, Cambridge University Press 1996